# Брештук
Бре́штук (англ. breasthook от англ. breast — грудь и англ. hook — крюк, скоба, гак) — треугольная или трапециевидная горизонтальная бракета, которая соединяет боковые стенки форштевня или ахтерштевня с силовыми элементами корабельного бортового набора, палубой и наружной обшивкой плавсредства.
Основным назначением брештука является усиление прочности и жёсткости конструкции корабля. Кроме этого, посредством брештука к палубам, платформам и бортовым стрингерам корабельного набора крепятся штевни.